# Прайс, Арминти
Арминти Ада Херрингтон (англ. Armintie Ada (Price) Herrington, родилась 3 апреля 1985 года), в девичестве Прайс (англ. Price) — американская профессиональная баскетболистка, выступавшая в Женской национальной баскетбольной ассоциации за клубы «Чикаго Скай», «Атланта Дрим», «Лос-Анджелес Спаркс» и «Вашингтон Мистикс». На университетском уровне выступала за команду университета Миссисипи «Оле Мисс Ребелс».

## Карьера в ЖНБА
Прайс была выбрана на драфте ЖНБА 2007 года под общим третьим номером клубом «Чикаго Скай», став первым в истории игроком «Ол Мисс», выбранным в первом раунде драфта ЖНБА. По итогам сезона 2007 года Прайс стала лучшим новичком года лиги.
В межсезонье ЖНБА 2008/09 годов выступала за испанский клуб Майорка.
12 августа 2009 года была обменяна в «Атланту Дрим» на Тамеру Янг. В 2014 году она выступала за «Лос-Анджелес Спаркс». 10 февраля 2015 года Херрингтон подписала контракт с «Вашингтон Мистикс».

## Личная жизнь
11 октября 2009 года вышла замуж за Реджинальда Херрингтона.